# 空中巴士A300-600ST
SATIC A300-600ST「大白鯨」超級運輸機（A300-600ST Super Transporter "Beluga"）是一種空中巴士集團用來運送新造飛機半成品的特殊用途貨機，是以該集團的A300-600R型客機作為基礎進一步開發，經過非常大幅度的修改而成，因此可說是A300-600R的衍生機型之一。由於巨大的機身上半部與造型獨特的機首駕駛艙，A300-600ST的外觀非常像是一隻鯨豚類的動物，因而得到「大白鯨」這般的暱稱，空中巴士集團總共只生產過5架此型貨機。

## 特色
雖然A300-600ST通常被定位為以600R為基礎所設計的衍生機種，但600ST實際上幾乎等於是一架全新設計的飛機。尤其是機體上半段的部分，為了輕鬆容納得下像是空中巴士A340這類廣體客機的主機身結構，必須重新設計打造。負責開發製造該機的國際特殊飛行器運輸公司（Special Aircraft Transport International Company, SATIC）設計了一個大幅加大的圓筒狀上段機身，而為了配合機身加大後造成的空氣力學改變，原本600R的垂直尾翼與水尾翼都加大了面積，並且在水平尾翼末端增加兩個垂直小翼來提升飛行時的穩定性。
為了方便大型貨物的進出，A300-600ST採用大型貨機常用的掀罩式（Visor Type）機首，可以向上掀開67.25度，除此之外為了要避免駕駛艙擋在貨門前方造成阻礙，600ST的駕駛艙被從600R原本的高度往下移了許多，變成一個很奇特的「尖鼻」模樣。駕駛艙沒有像平常飛機一般、位在駕駛艙後方機身側面的艙門，取而代之的，機組人員必須從機身下方一個附有梯子的艙門進出，只在機身右側保留一個緊急用的逃生門。600ST的動力來源是兩具（General Electric，GE）出品的CF6-80C2A8型渦扇發動機，這款引擎其實也是A300-600R標準的幾款選用動力之一。
A300-600ST造型奇特的巨大背部結構絕對是這款飛機之所以迥異於傳統貨機的地方，其貨艙主甲板以上的空間斷面，幾乎是2/3個半徑3.52公尺的正圓，其圓心距離貨艙底部的甲板有3.58公尺高。600ST的貨艙全長37.7公尺，但其中有21.34公尺的部分保持了接近2/3圓的完美斷面，內部空間呈一個完整的圓柱體狀，除了7.04公尺的驚人最大貨艙寬度外，其甲板寬度也有5.11公尺，且甲板距離貨艙頂的高度足足有7.10公尺之譜。撇開僅製造了一架的An-225與同屬空中巴士集團但還沒實際量產的A380F，A300-600ST大約155噸的最大離陸重量雖然不是世界第一，但它高達1,400立方公尺的貨艙容積，僅次於波音747-400 LCF的1,840立方公尺，仍輕鬆打敗了第三名的安-124（1,160立方公尺）。

## 歷史
A300-600ST的出現起因於擁有它的母公司——空中巴士工業集團——本身是一個多國合組的企業體，因此每一架空中巴士的新飛機在生產出來之前，主要的零件都會分別在分散於法國、德國、英國與西班牙等國分廠製造，再以半成品的型態運送到最終組合場地，例如法國的土魯斯（Toulouse）或德國的漢堡。空中巴士集團於1970年成立後的最初兩年曾經嘗試過用陸運的方式運輸這些飛機半成品，卻發現其成本與效率都很難讓人滿意，於是該集團在1972年時從NASA方面接收了4架超級彩虹魚（Super Guppy），是一種以波音377型“同溫層巡航者”（Stratocruiser）客機改裝而成的特殊用途運輸機，原本是用來運送火箭或太空計劃相關設備。但在經過長時間的使用之後，這批超級彩虹魚機已經漸漸地老舊，過高的操作成本與不穩定的機況，逼迫空中巴士一定要思索適當的取代之道，於是才有了開發A300-600ST的契機。

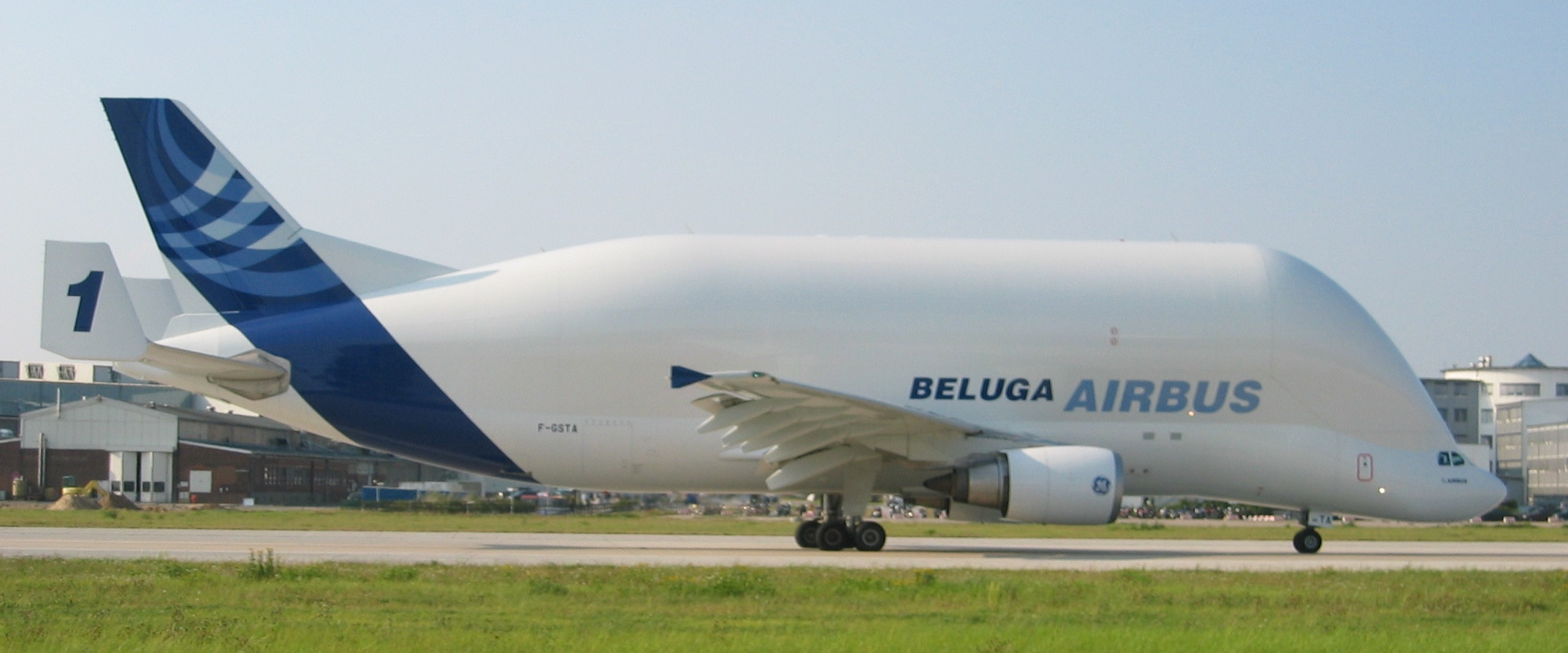
2005年塗裝

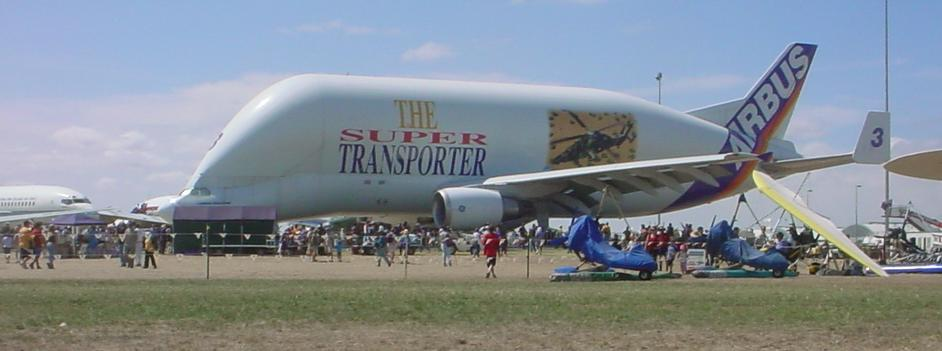
運送歐洲虎式直升機的彩繪

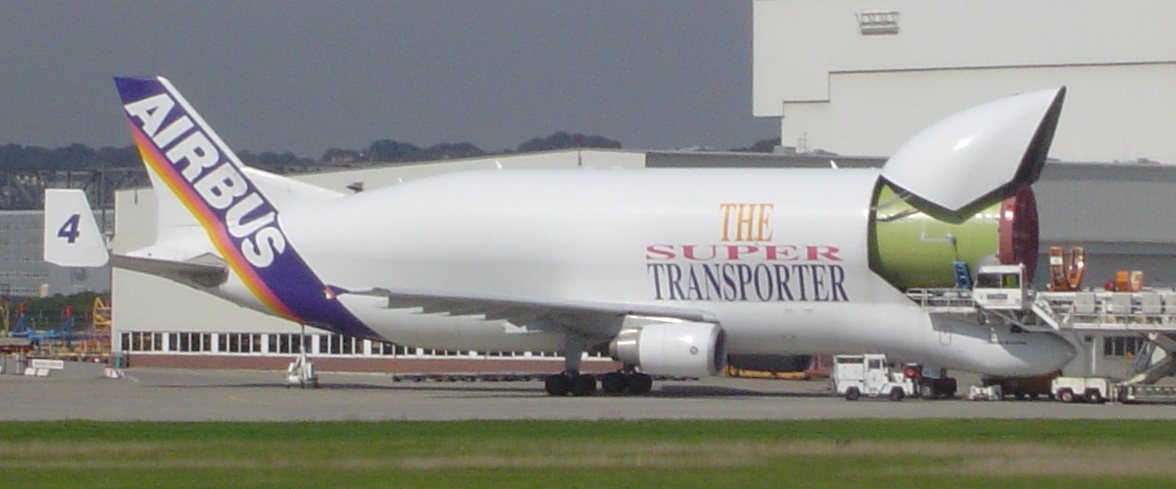
運送飛機機身半成品

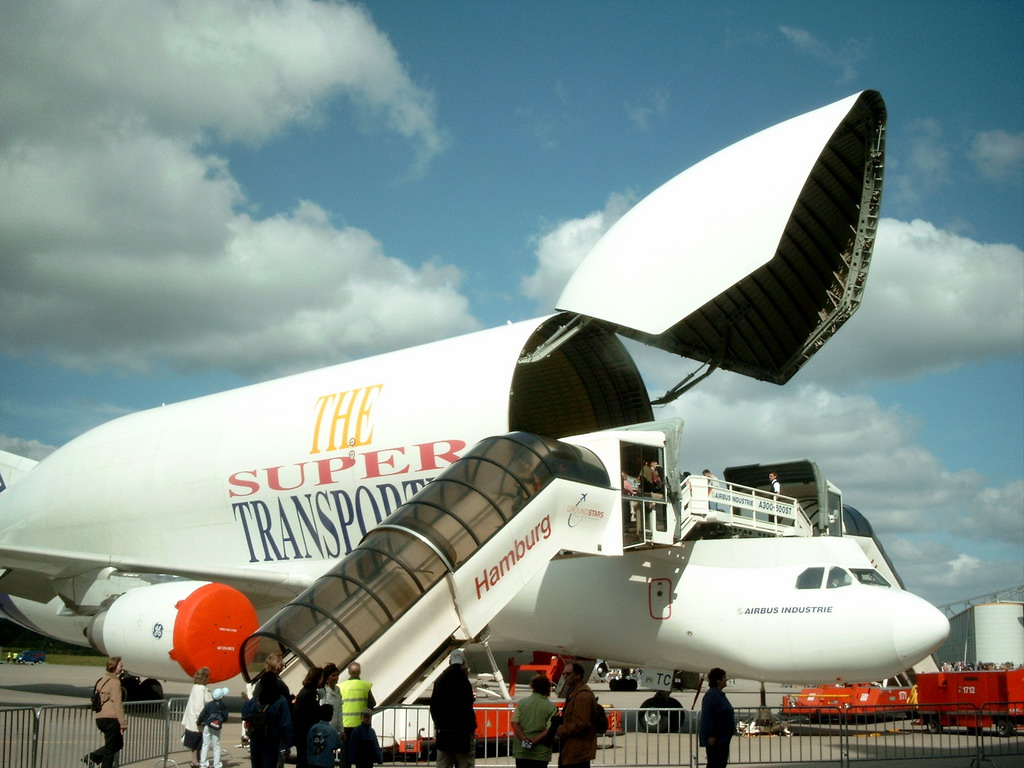
2003年德國漢堡航空展時開放參觀

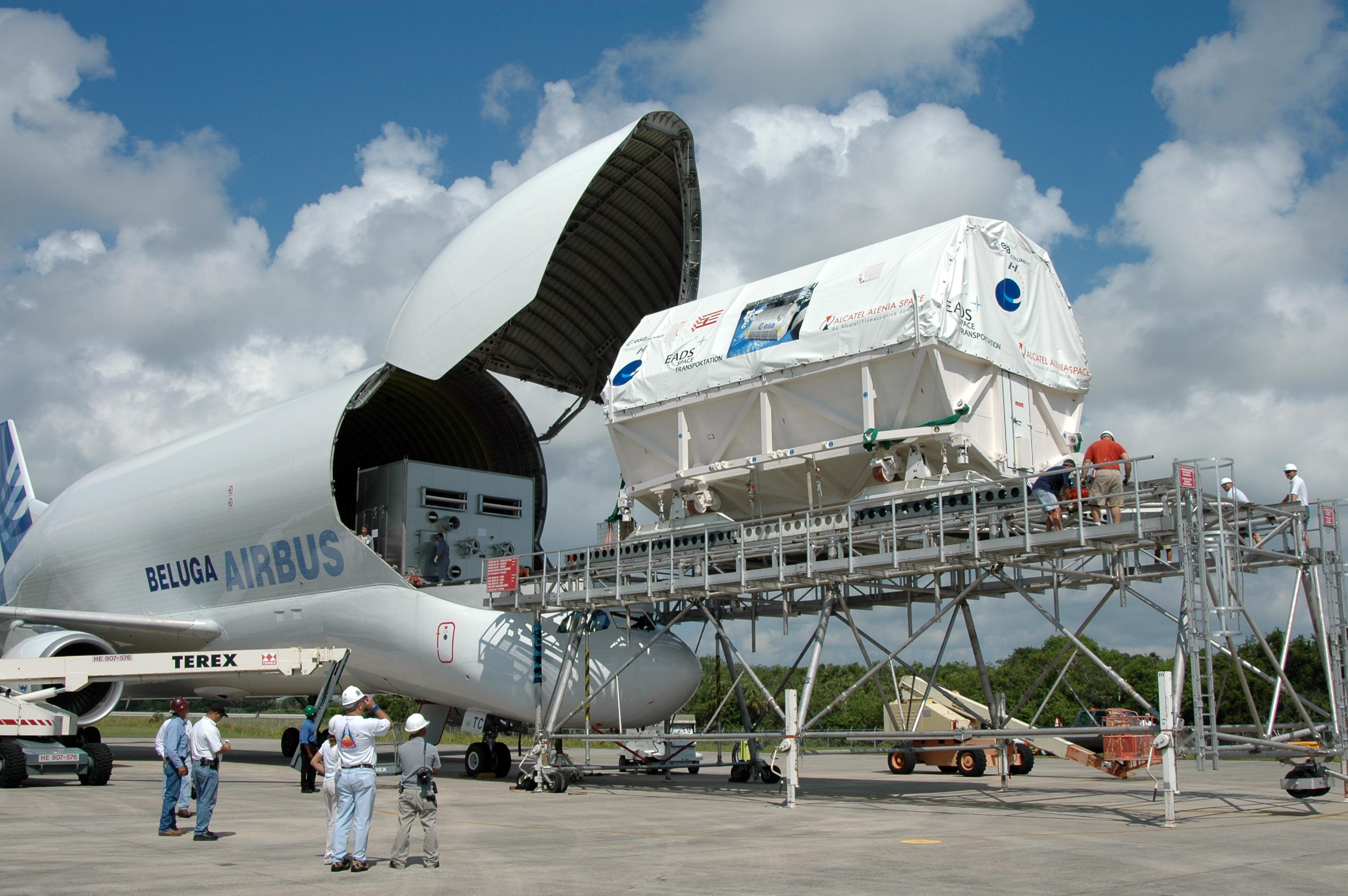
運送國際太空站組件

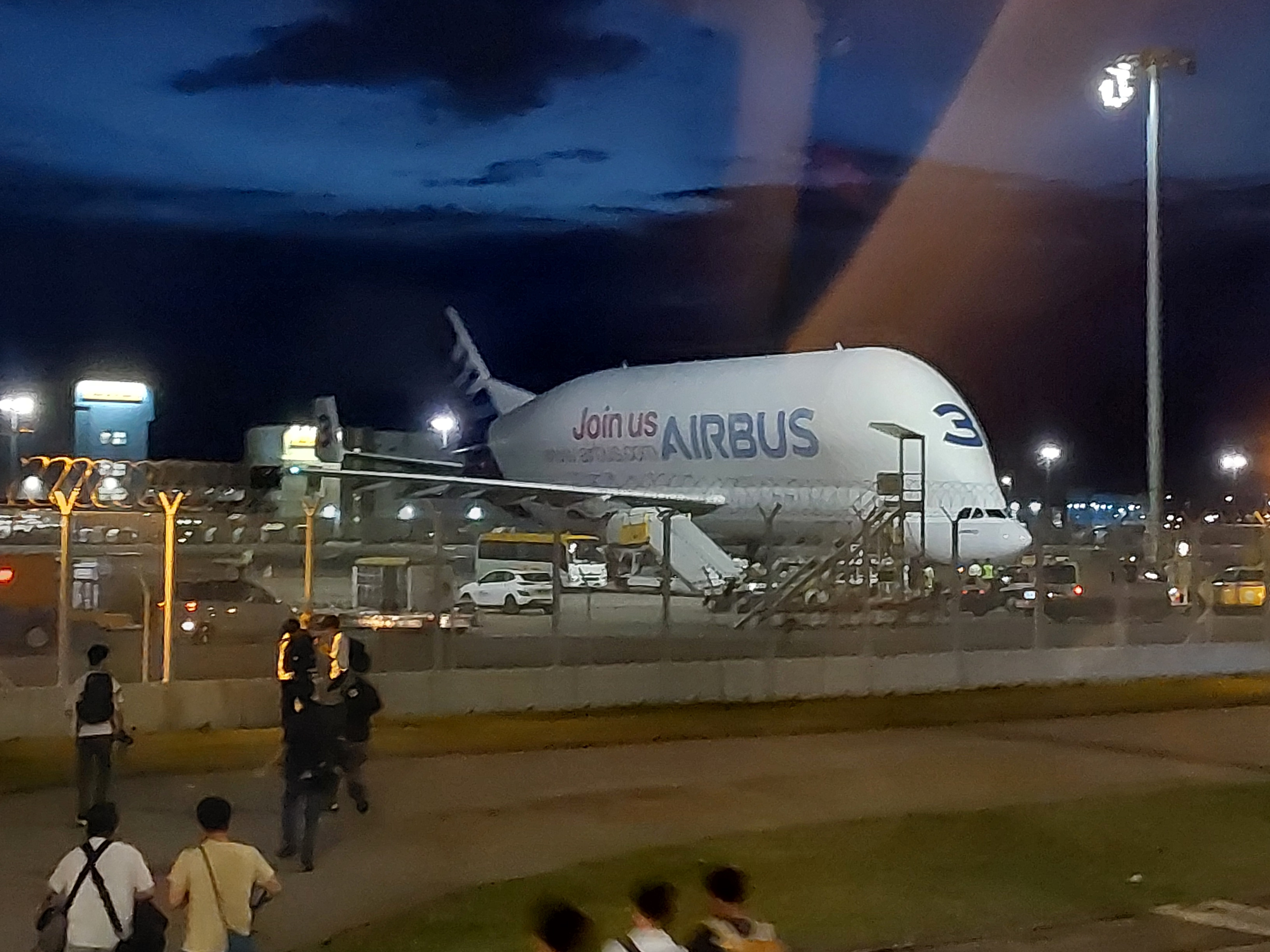
A330-600ST 在香港的照片

為了開發A300-600ST，空中巴士工業的兩個主要成員——法國的法國航太（Aérospatiale）與德國的戴姆勒-賓士航太（Daimler-Benz Aerospace, DASA，今日歐洲航空防衛與太空公司（EADS）的前身）——特別合資成立了一家專門的子公司SATIC來負責新飛機的開發與製造。該公司成立於1991年10月20日，並且在成立後立即著手飛機的開發。1992年2月7日SATIC與母公司締結完成A300-600ST一號機的契約，並且在1993年1月11日開始一號機的最後組裝，6月30日完工，於9月13日於土魯斯進行首次試飛。由於機身造型完全顛覆了傳統民航飛機該有的印象，初登場時有很多人都曾懷疑過600ST是否真的能如開發者所言變成一尾能實際上天的飛天白鯨，但在一年半左右密集的測試之後，600ST在1996年1月正式取得各國航空主管機關的認證，並且很快的投入運作，在1月15日進行第一次的實際營運飛行。
在一號機完成之後，SATIC又陸續生產了四架同型機，使得實際存在的A300-600ST增加到了五架（五號機在2000年時服役）。1996年時空中巴士成立了子公司空中巴士國際運輸（Airbus Transport International, ATI），負責600ST的使用經營，除了集團內部的新機半成品之運輸外，該公司也接受各國政府或民間機構不定期的包機業務，運輸一些其他飛機裝不下的特殊貨物，例如化學運輸船的儲油槽、NASA的太空船，或國際太空站的補給模組。不過在這些五花八門的貨物中，A300-600ST曾載運過最與眾不同的貨物，應該是在1999年時，巴黎羅浮宮的鎮館之寶、浪漫主義畫派畫家德拉克洛瓦（Ferdinand Victor Eugene Delacroix）在18世紀時畫的《引領民眾的自由女神》（La Liberté guidant le peuple）出借給日本在東京國立博物館展覽，為了保護這身價不凡的珍寶，羅浮宮使用了一個3.3公尺高、3.9公尺長的加壓絕熱保護艙來運送名畫，過大的尺寸使得一般貨機沒有辦法輕易容納得下它，只好動用A300-600ST。為了這不凡的託付，ATI特別在負責運輸的大白鯨四號機機身兩側繪製上大尺寸的名畫複製圖，以資慶祝。
除了已經量產的5架實機外，SATIC原本預估國際航空運輸界至少還有20架左右這種特殊用途飛機的需求，因此也不排除對外生產銷售的可能。但可惜的是因為A300-600ST的續航力有限，雖然不致影響只在歐洲本土各地往返的內部用途，卻無法勝任更进一步的越洋長程運輸而乏人問津。空中巴士集團轉而考慮以A340為基礎，開發類似A300-600ST這般的特別貨物運輸用衍生版，但自1998年開始研發以來，尚未有進一步的進展。
接著空中巴士集團的腳步，其競爭對手波音公司也進行了將747-400改造為波音747 LCF的計劃。其功能類似A300-600ST，主要是用來運送787的飛機機身組件。

## 製造單位
A300-600ST從開發到製造，全都是由空中巴士集團旗下的各子公司包辦。其中，飛機的設計與製造是由為此計劃專門設立的SATIC負責；德國子公司EADS CASA負責機身主體與水平尾翼，另一個德國子廠易北飛機製造廠（EADS Elbe Flugzeugwerke）則負責機身其他段落的生產；英國的罕伯航空結構（Aerostructures Hamble）與德國的多尼爾（EADS Dornier）合作打造機首巨大的一體成型掀罩式貨門；法國老店拉多苟赫（Latocoere）負責內艙甲板；飛機的最後組裝則是在法國境內，由EADS Sogerma完成。

## 後續型號
A300-600ST已經使用多個年頭了，其後續型號的開發也是被外界所推測，空中巴士也有意向發展新的大白鯨貨機。在2014年7月的時候傳出消息，空中巴士將暫時推遲新大白鯨貨機發展計劃。但直到11月17日的時候，空中巴士旋即表示將會以A330為基礎建造新款的「大白鯨XL」（Airbus Beluga XL）貨機，并計劃2019年投入使用。而A300-600ST將會跟新款大白鯨共同服役一段時間，并會在2025年之前逐步退役，由新款大白鯨正式取代。

## 規格
- 各部尺碼[3]：

- 翼展：44.84公尺
- 全長：56.15公尺
- 全高：17.24公尺
- 貨艙口高度：16.78公尺
- 主貨艙：

- 全長：37.7公尺
- 圓柱（圓形斷面）部份長度：21.34公尺
- 高度：7.10公尺
- 最大寬度：7.10公尺
- 最大容積：1,400立方公尺

- 飛行重量：

- 最大離陸重：155噸
- 最大著陸重：140噸
- 最大空載重（不含油料但包含貨物）：133.5噸

- 引擎：兩部通用電氣CF6-80C2A8
- 航程：

- 航程（酬載重47噸時）：1,667公里
- 航程（酬載重40噸時）：2,779公里
- 航程（酬載重26噸時）：4,632公里
- 最高操作高度：10,670公尺（35,000呎）
- 巡航速度：0.7馬赫

## 機隊列表
| 生產序號# | 註冊編號 | 首飛           | 交機           | 機隊序號# |
| --------- | -------- | -------------- | -------------- | --------- |
| 655       | F-GSTA   | 1994年9月13日  | 1995年10月25日 | 1         |
| 751       | F-GSTB   | 1996年3月26日  | 1996年4月24日  | 2         |
| 765       | F-GSTC   | 1997年4月21日  | 1997年5月7日   | 3         |
| 776       | F-GSTD   | 1998年6月9日   | 1998年12月18日 | 4         |
| 796       | F-GSTF   | 2000年12月12日 | 2001年1月5日   | 5         |